# 타인 브리지
타인 브리지(영어: Tyne Bridge)는 잉글랜드 북동부의 타인강을 가로지르는 아치교이다. 뉴캐슬어폰타인과 게이츠헤드를 연결한다. 높이 59미터로 도시에서 열번째로 높은 구조물이며 타인사이드를 상징하는 랜드마크로서 자리매김하였다.

## 역사
타인강을 가로지르는 다리에 대한 가장 오래된 기록은 로마 시대로 거슬러 올라간다. 122년, 지금의 스윙 브리지가 있는 곳에 폰스 아엘리우스(Pons Aelius)라는 이름의 다리가 존재했던 것으로 추정된다.
1925년 건설 당시 안전장치의 부재에도 불구하고 단 한명의 사망자만이 발생하였다. 4명의 아이를 둔 사우스실즈의 비계 기술자 나다니엘 콜린스는 작업 도중 사망하였다.
개통식에는 2만명의 학생들이 참석했으며 조지 5세와 테크의 메리가 1928년 만들어진 영국제 아스코트 자동차를 타고 처음 다리를 건넜다.

## 설계
시드니 하버 브리지를 설계한 모트, 헤이 앤 앤더슨(Mott, Hay and Anderson)이 설계를 맡았다. 뉴욕에 위치한 헬 게이트 다리에서 설계 상 유사점을 찾을 수 있다. 다리는 원래 게이츠헤드의 J. 댐프니 사(J. Dampney Co.)에서 특별히 제작한 초록색 페인트로 도색되었으며, 2000년에 같은 색상으로 재도색하였다. 양쪽에 위치한 4개의 타워는 5층 규모의 창고로 설계되었으나 끝내 완공되지 못하고 한번도 사용된 적이 없다. 타워 내부에 설치된 승강기는 현재 작동하지 않는다.

## 세가락갈매기 서식지
약 700쌍에 달하는 세가락갈매기들(Kittiwake)의 서식지이다. 이를 보호하기 위해 지역 단체들이 연합하여 타인 세가락갈매기 파트너십을 체결하였다.